# هازل بیشوپ
هازل بیشوپ (انگلیسی: Hazel Bishop؛ زاده ۱۷ اوت ۱۹۰۶ درگذشته ۵ دسامبر ۱۹۹۸) یک شیمی‌دان اهل American بود.